# رالف والدو تايلر
رالف والدو تايلر (بالإنجليزية: Ralph Waldo Tyler)‏ هو شخصية أعمال وصحفي أمريكي، ولد في 1860، وتوفي في 1921.